# 大阪大学文学部
大阪大学文学部（おおさかだいがくぶんがくぶ、英語: School of Letters, The University of Osaka）は、大阪大学に設置される学部の一つである。

## 組織
学科は人文学科のみで、2年次から以下の20の専修に分かれる。
- 哲学・思想文化学
- 倫理学
- 中国哲学
- インド哲学
- 日本史学
- 東洋史学
- 西洋史学
- 考古学
- 日本学
- 人文地理学
- 日本語学
- 日本文学・国語学
- 比較文学
- 中国文学
- 英米文学・英語学
- ドイツ文学
- フランス文学
- 美学・文芸学
- 音楽学・演劇学
- 美術史学

## 沿革
大阪大学文学部は、江戸時代中期に始まる懐徳堂を源流とする。1948年に法文学部に設置された文学科が、翌1949年に文学部に独立して成立した。
1953年に大学院文学研究科（英語: Graduate School of Letters）を開設し、1999年に大学院重点化を完了。2022年4月1日に言語文化研究科と統合し、人文学研究科に改組された。
- 1948年 - 大阪大学法文学部文学科を設立[2]。
- 1949年 - 法文学部文学科が文学部として独立。哲学科、史学科、文学科を設置[2]。
- 1952年 - 哲学科から教育学科を分離[2]。
- 1953年 - 大学院文学研究科を設置[2]。
- 1972年 - 文学部の一部が新設の人間科学部に移行[2]。
- 1973年 - 美学科を設置[2]。
- 1986年 - 日本学科を設置[2]。
- 1995年 - 人文学科1学科制に改組[2]。
- 1999年 - 大学院重点化が完了。文化形態論専攻、文化表現論専攻の2専攻制に改組[2]。
- 2007年 - 大阪外国語大学と統合して、修士課程文化動態論専攻を設置[2]。
- 2022年 - 大学院文学研究科が言語文化研究科と統合し、人文学研究科に改組[3][4]。

## 著名な出身者

### 政治、経済
- 柴橋正直（2002文、岐阜市長、元民主党衆議院議員）
- 藤井展之（文、ダイナウェア創業者・元社長、元コンピュータソフトウェア著作権協会理事長）
- 山田真哉（文、東京糸井重里事務所CFO、公認会計士、作家）

### マスコミ
- 榎原美樹（1987文、NHK記者・ニュースキャスター）
- 森富美（1996文、日本テレビアナウンサー）
- 山室大輔（1997文、TBSテレビディレクター）
- 米田綱路（文、元図書新聞編集長、元日本経済新聞社記者、サントリー学芸賞）
- 武部好伸（文、元読売新聞社記者）
- 福島香織（1991文、元産経新聞社記者）
- 上垣皓太朗（2024文、フジテレビアナウンサー）

### 研究

#### 文学・言語学
- 赤木昭三（1959文修、仏文学、大阪大学名誉教授）
- 笹山隆（文、関西学院大学名誉教授、河竹賞、英文学）
- 平田達治（文修、大阪大学名誉教授、マックス・ダウテンダイ翻訳賞、独文学）
- 藤井治彦（文修、元大阪大学教授、英文学）
- 今井光規（1968文博、大阪大学名誉教授）
- 柏木隆雄（1975文博、大阪大学名誉教授、前大手前大学学長、フランス文学）
- 森岡裕一（1979文修、大阪大学名誉教授、アメリカ文学）
- 新野緑（1984文修、神戸市外国語大学教授、英文学）
- 森山卓郎（1985文博、早稲田大学教授、日本語学）
- 柴田勝二（1986文博、東京外国語大学教授、日本文学）
- 福田安典（1986文、日本女子大学教授、日本古典文学会賞、国文学）
- 三谷研爾（1987文博、大阪大学大学院文学研究科教授、ドイツ文学）
- 岩坪健（1989文博、同志社大学教授、日本古典文学会賞、国文学）
- 庵功雄（1991文、一橋大学国際教育センター教授、言語学）
- 橋本順光（1994文、大阪大学大学院文学研究科教授、福原賞、英文学）
- 片渕悦久（1995文博、大阪大学大学院文学研究科教授、アメリカ文学）
- 斎藤理生（1998文、大阪大学大学院文学研究科准教授、日本文学）
- 由本陽子（2004文博、大阪大学大学院言語文化研究科教授、言語学）
- 谷口一美（文博、京都大学大学院人間・環境学研究科教授、言語学）

#### 芸術学・音楽学
- 中川真（文修、大阪市立大学教授、音楽学）
- 圀府寺司（1979文、大阪大学大学院文学研究科教授、西洋美術史）
- 伊東信宏（1991文博、大阪大学大学院文学研究科教授、サントリー音楽賞、吉田秀和賞、音楽学）
- 仲間裕子（1991文博中退、立命館大学教授、美術史）
- 泉万里（1992文博、大阪大学教授、美術史）
- 増田聡（2000文博、大阪市立大学准教授、美学）
- 宮本圭造（2000文博、法政大学教授、日本古典文学会賞、河竹賞、能楽研究）

#### 歴史学・人類学・民俗学
- 小山仁示（1953文、関西大学名誉教授、日本近現代史）
- 長山泰孝（1959文、大阪大学名誉教授、日本史）
- 山本高史（文、関西大学教授、古代史）
- 南徹弘（1971文博中退、大阪大学名誉教授、霊長類学）
- 藪田貫（1971文、関西大学名誉教授、日本近世史）
- 藤川隆男（1987文博中退、大阪大学大学院文学研究科教授、西洋史）
- 吉田憲司（1989文博、国立民族学博物館館長、文化人類学）
- 和田光弘（1989文博、名古屋大学大学院文学研究科教授、アメリカ史）
- 松木武彦（1990文博中退、国立歴史民俗博物館教授、サントリー学芸賞、岡山市文化奨励賞、考古学）
- 安井眞奈美（1997文博、国際日本文化研究センター教授、文化人類学）
- 市大樹（2000文博、大阪大学大学院文学研究科教授、日本古代史）
- 杉山清彦（2000文博、東京大学大学院総合文化研究科教授、三島海雲学術賞、内陸アジア史学会賞、アジア史）
- 六車由実（2000年文博、元東北芸術工科大准教授、民俗学）
- 野村玄（2004文博、大阪大学准教授、日本近世史）
- 池上裕子（2005文博、神戸大学教授、美術史）
- 長友朋子（2005文博、立命館大学准教授、日本考古学協会奨励賞、考古学）

#### 社会学
- 井手口彰典（2007文博、立教大学准教授）

#### 法学
- 伊藤公一（1962文・1982法博、大阪大学教授、元比較憲法学会理事長、憲法）

#### 経営学
- 川上智子（1988文・1997経修、早稲田大学教授、宝ホールディングス取締役）

#### 哲学・思想・心理学
- 難波精一郎（1961文博、大阪大学名誉教授、日本学士院会員、オルデンブルク大学名誉哲学博士、心理学）
- 三木善彦（文博、心理学、大阪大学名誉教授）
- 河田悌一（1972文博、関西大学名誉教授、中国思想史）
- 三浦佳世（1974文、九州大学名誉教授、感性認知科学、知覚心理学）
- 岸田知子（1975文博、元中央大学教授、中国哲学）
- 入江幸男（1983文博、大阪大学名誉教授、ドイツ哲学）
- 大形徹（1977文修、大阪府立大学名誉教授、中国哲学）
- 北川東子（1977文修、元東京大学教授、ドイツ哲学）
- 根ヶ山光一（1977文博中退、早稲田大学教授、発達行動学）
- 三浦利章（1978文博中退、大阪大学教授、日本認知心理学会副理事長、人間工学）
- 上野修（1984文博、大阪大学大学院文学研究科教授、哲学）
- 細見和之（文・人科博、大阪府立大学教授、大阪文学学校校長、ドイツ思想）
- 柘植尚則（1993文博、慶應義塾大学教授、倫理学）
- 湯浅邦弘（1997文博、大阪大学大学院文学研究科教授、中国哲学）
- 福尾匠（2017文修、現代フランス哲学）

### 文芸
- 小川榮太郎（1991文、文芸評論家）
- 築山桂（2002文博、小説家）
- 綿野恵太（2011文、評論家、紀伊國屋じんぶん大賞2位）
- 黒瀬珂瀾（文修、歌人、前川佐美雄賞、ながらみ書房出版賞）
- 田辺明雄（文、文芸評論家、毎日出版文化賞、関西文学賞特別賞）
- 七北数人（文、文芸評論家、編集者、湯河原文学賞特別賞）

### 芸術
- 中村貞夫（1957文、画家、新制作展新作家賞、紺綬褒章）
- 寺門孝之（1979工・1983文、イラストレーター、神戸芸術工科大学教授）

### 芸能
- 林家染左（文、落語家）
- 林家染雀（文、落語家）
- 旭堂南海（1989文、講談師）
- maimie（文、歌手、作詞家）
- Saku Yanagawa（文、スタンダップコメディアン）

### その他
- 山本高史（文、コピーライター、関西大学教授）
- 荻田浩一（文、演出家、文化庁芸術祭演劇部門優秀賞）
- 糸谷哲郎（2017文修、将棋棋士、八段、第27期竜王）
- 尾崎信一郎（1992文修、鳥取県立博物館館長）

## 博士号取得者
- 山形頼洋 - 哲学、大阪大学名誉教授